# Anton Maier (Politiker, 1892)
Anton Maier (* 6. Juni 1892 in Radlkofen; † 26. September 1966 in Dingolfing) war ein deutscher Politiker (CSU).
Maier studierte katholische Theologie in Regensburg sowie Naturwissenschaften und Volkswirtschaften in München. Er war Journalist der Isar-Zeitung, Verleger und Druckereibesitzer in Dingolfing. Er war Sekretär und Generalsekretär der BVP in Weiden und Passau und Leiter und Inhaber einer Firma.
1945 wurde Maier Vorsitzender des CSU-Ortsvereins Dingolfing und des Kreisverbands Dingolfing sowie Bürgermeister in Dingolfing. Er war für wenige Monate Landrat für den Landkreis Dingolfing, nachdem er am 2. Mai 1945 von der amerikanischen Militärregierung ernannt wurde. 1946 war er Gründungsmitglied des Bayerischen Volksbundes Dingolfing. Im gleichen Jahr gehörte er der Verfassunggebenden Landesversammlung an. Am 12. Dezember 1948 rückte er für den verstorbenen Johann Anetseder in den Landtag nach, dem er bis zum Ende der Wahlperiode 1950 angehörte. 1949 gehörte Maier als Delegierter des Bayerischen Landtags der ersten Bundesversammlung an.